# Formel 2-EM 1982
Formel 2-EM 1982 vanns av Corrado Fabi, efter att han vann finalen på Misano, och därmed passerade Johnny Cecotto och Thierry Boutsen.

## Delsegrare
| Datum     | Bana           | Vinnare         |
| --------- | -------------- | --------------- |
| 21 mars   | Silverstone    | Stefan Bellof   |
| 4 april   | Hockenheim     | Stefan Bellof   |
| 12 april  | Thruxton       | Johnny Cecotto  |
| 25 april  | Nürburgring    | Thierry Boutsen |
| 9 maj     | Mugello        | Corrado Fabi    |
| 16 maj    | Vallelunga     | Corrado Fabi    |
| 31 maj    | Pau            | Johnny Cecotto  |
| 13 juni   | Spa            | Thierry Boutsen |
| 20 juni   | Hockenheim     | Corrado Fabi    |
| 4 juli    | Donington Park | Corrado Fabi    |
| 18 juli   | Mantorp Park   | Johnny Cecotto  |
| 1 augusti | Enna           | Thierry Boutsen |
| 8 augusti | Misano         | Corrado Fabi    |

## Slutställning
| Plats | Förare             | Poäng |
| ----- | ------------------ | ----- |
| 1     | Corrado Fabi       | 57    |
| 2     | Johnny Cecotto     | 56    |
| 3     | Thierry Boutsen    | 50    |
| 4     | Stefan Bellof      | 33    |
| 5     | Beppe Gabbiani     | 26    |
| 6     | Philippe Streiff   | 22    |
| 7     | Kenny Acheson      | 12    |
| 8     | Stefan Johansson   | 11    |
| 9     | Jonathan Palmer    | 10    |
| 10    | Alessandro Nannini | 8     |